# Armand Blanc (sculpteur)
Pour les articles homonymes, voir Armand Blanc.
Armand Étienne Blanc, né à Dijon le 1er septembre 1817 et mort à Villejust (Essonne) le 1er mai 1869, est un sculpteur français.

## Biographie
Armand Blanc est né à Dijon. Il fut élève de David d'Angers et de Rude. Il exposa aux Salons de Paris en 1850 et en 1859. Il exécuta plusieurs statues en pierre pour la décoration du palais du Louvre et sculpta une Vierge qui fut placée dans l'église Saint-Pierre à Dijon. Il n'est plus fait mention de lui à partir de 1859, époque où il habitait à Paris, 44, rue de l'Ouest. 

## Œuvres
- Médée immolant ses enfants. Groupe en plâtre. Salon de 1850 (n° 3183).
- Raoul Rochette. Buste en marbre commandé par l'État pour le palais de l'Institut, le 18 février 1856, moyennant le prix de 2 400 francs, dont la solde fut payé le 24 juillet 1857. Ce buste, une fois mis en place, n'ayant pas été trouvé assez ressemblant, dut être reporté dans l'atelier de l'artiste pour être retouché.
- Un joueur de flûte. Statue, en pierre (année 1857). Paris, palais du Louvre, cour du Manège.
- Un chasseur. Statue en pierre (année 1857). Paris, palais du Louvre, cour des Écuries.
- L'Agriculture. Groupe en pierre (année 1857). Place du Carrousel.
- Jeune fille cachant l'Amour. Groupe en marbre. Salon de 1859 (n° 3082). Ce groupe appartenait alors à M. Fould.
- Jeune nymphe. Statue en marbre. Salon de 1859 (n°3083).
- La Vierge. Statue en pierre acquise par le ministre d'État, le 14 avril 1859, moyennant 2 000 francs pour l'église Saint-Pierre à Dijon.